# 既有线
既有线，在中国大陆地区为工程技术等部门的专用术语，多用于铁路及公路工程上，指新建线路建设前已经建造好的线路。在对原有线路进行改建、扩能、增建第二线时，称原有线路为既有线。
在铁路领域，既有线有国铁既有线及地铁既有线之分。国铁既有线往往作为一个铁路线路类别，泛指所有客货混跑或仅用于货运的国铁线路，有时亦称普速铁路，与高速铁路含义相对，地铁既有线属于城市轨道交通领域的含义，“既有”一词表示已建成投用的线路。